# 新坎頓 (伊利諾伊州)
新坎頓（英語：New Canton）是一個位於美國伊利諾伊州派克縣的城鎮。

## 地理
新坎頓的座標為39°38′14″N 91°05′54″W / 39.63722°N 91.09833°W，而該地的平均海拔高度為144米（即472英尺）。

## 人口
根據2010年美國人口普查的數據，新坎頓的面積為1.98平方千米，當中陸地面積為1.98平方千米，而水域面積為0.00平方千米。當地共有人口359人，而人口密度為每平方千米181人。